# أرتور لندن
أرتور لندن (بالتشيكية: Artur London)‏ هو كاتب وسياسي تشيكي، ولد في 1 فبراير 1915 في أوسترافا في التشيك، وتوفي في 8 نوفمبر 1986 في باريس في فرنسا. حزبياً، نشط في الحزب الشيوعي التشيكوسلوفاكي.